# 中心架

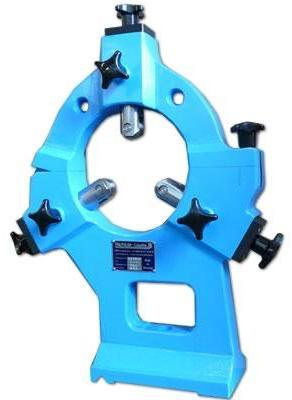
固定式穩定扶架

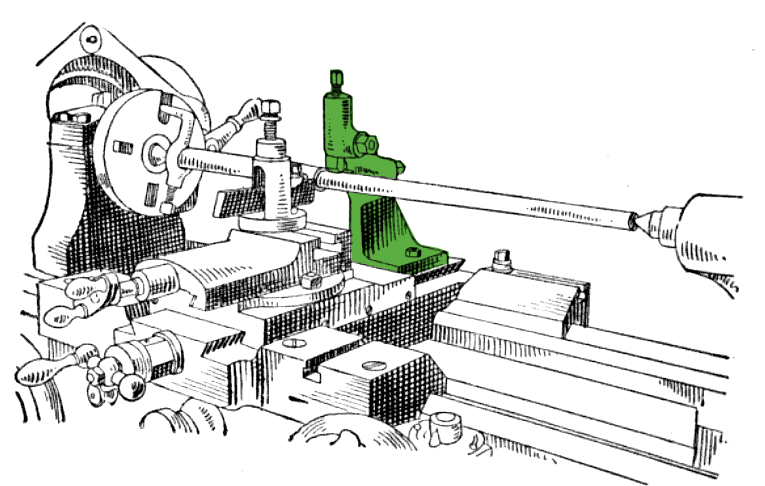
可動式穩定扶架

中心架，避免車床工作物產生撓曲現象，用來支撐細長工作物，裝設在刀具座上並隨之移動的穩定扶架。穩定扶架的種類有2種：

## 固定式穩定扶架
固定式穩定扶架是用120度3爪，以支撐工作物。

## 可動式穩定扶架
固定在車床刀座上，隨車刀跟著移動。